# Сало в шоколаді
Сало в шоколаді — вид цукерок із шоколаду, копченого сала і вершкового масла. До страви зазвичай подають вино або лікер. Сало в шоколаді стало популярним напочатку XXI століття та невдовзі стало елементом масової культури в Україні.

## Поширення
Наразі майже неможливо придбати цукерки «Сало в шоколаді» в магазині. У однойменних шоколадних батончиках замість сала використовуються вершки і джем. Справжні креативні цукерки можна скуштувати в закладах української кухні. Наприклад, подібне кафе є у Львові. Ще один подібний заклад розташовано в Києві — ресторан «Царська кухня».
Сало в шоколаді має великий попит серед туристів. На Днях України, які проходили у Франції, було представлено страву «Сало в шоколаді».

## Приготування
В одній порції (4 прямокутні цукерки розміром приблизно 2×2 см) міститься 2800 ккал. Запивати цукерки бажано вином або лікером, що підкреслюватиме смак шоколаду та сала. Шоколад на смак превалює над салом, легкий присмак якого лише надає цукеркам пікантності.

### Рецепт
Інгредієнти: плитка чорного шоколаду, 100 грамів звичайного або копченого сала, 60 грамів вершкового масла. Спеції і добавки (імбир, кардамон, перець чилі, перець мелений, мускатник) треба додавати за смаком, у невеликій кількості. Вони надають страві аромату та пікантності.
Наріжте копчене сало тоненькими прямокутниками. Розламайте шоколад, додайте прянощів і вершкове масло. Отриману суміш розтопіть, бажано, в металевому посуді (це можна також зробити в мікрохвильовій печі або на пару). Помішуйте, поки не утвориться гаряча маса.
Залийте отриману масу в будь-яку підготовлену ємність (формочки для льоду, чашки, тарілки) на половину об'єму. Покладіть на розтоплений шоколад шматочки сала. Заповніть ємність шоколадною масою.
Помістіть отримані цукерки до морозильної камери на 2 години або на ніч (швидкість приготування залежить від властивостей морозильної камери).

## Аналогічні страви у інших народів
- Бекон у шоколаді (США) — страва, що складається із смаженого бекону, вкритого шаром шоколаду.